# 지속 가능한 발전
지속 가능한 발전(持續 可能한 發展) 또는 지속 가능한 개발(영어: sustainable development, SD)은 환경을 보호하고 빈곤을 구제하며, 장기적으로는 성장을 이유로 단기적인 자연자원을 파괴하지 않는 경제적인 성장을 창출하기 위한 방법들의 집합을 의미한다. 처음 용어가 등장한 것은 1987년에 발표된 유엔의 보고서 《우리 공동의 미래(브룬트란트 보고서)》였으며, 이에선 '미래 세대가 그들의 필요를 충족시킬 능력을 저해하지 않으면서 현재 세대의 필요를 충족시키는 발전'으로 정의되었다.

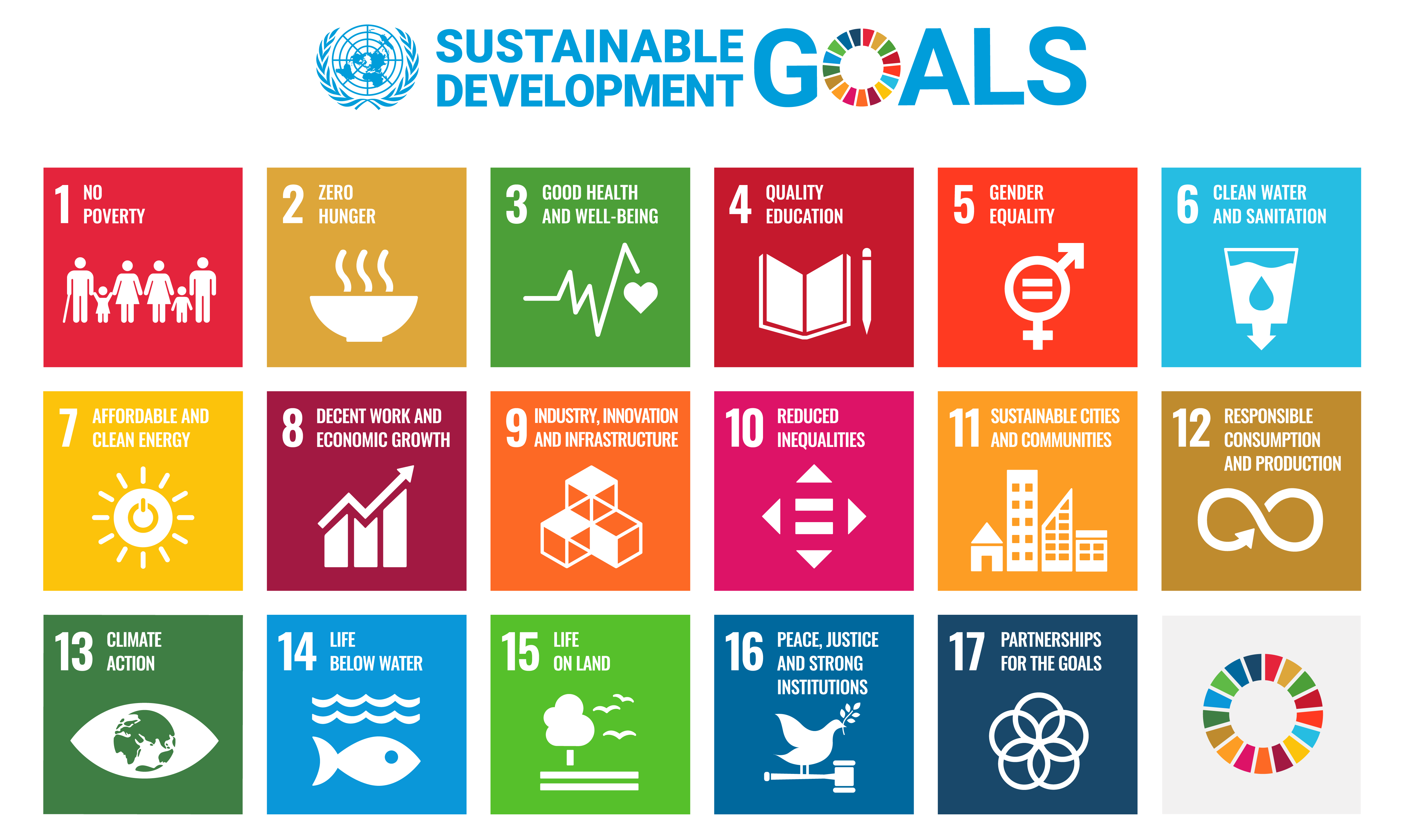
유엔의 지속가능 개발 목표

## 개요
지속 가능한 발전은 1992년에 브라질 리우데자네이루에서 열린 유엔환경개발회의(UNCED)에서 채택된 21세기 지구환경보전을 위한 기본 원칙이다. 오늘날, 환경보전과 경제성장은 우리가 살아가는 데 동시에 이루어야 할 목표이다. 그러나 이 두 가지는 상반되는 면이 많아서 항상 논란이 되어 왔다. '지속가능한 발전'의 개념은 미래 세계의 필요를 충족시킬 능력을 저해하지 않으면서 현세대의 필요를 충족시키는 것이다. 이것은 우리가 물려줄 환경과 자연자원으로써 미래 세대도 최소한 우리 세대만큼 잘 살 수 있도록 해야 한다는 전제 아래 우리에게 주어진 환경과 자연자원을 이용해야 함을 뜻한다.

## 범위 및 정의

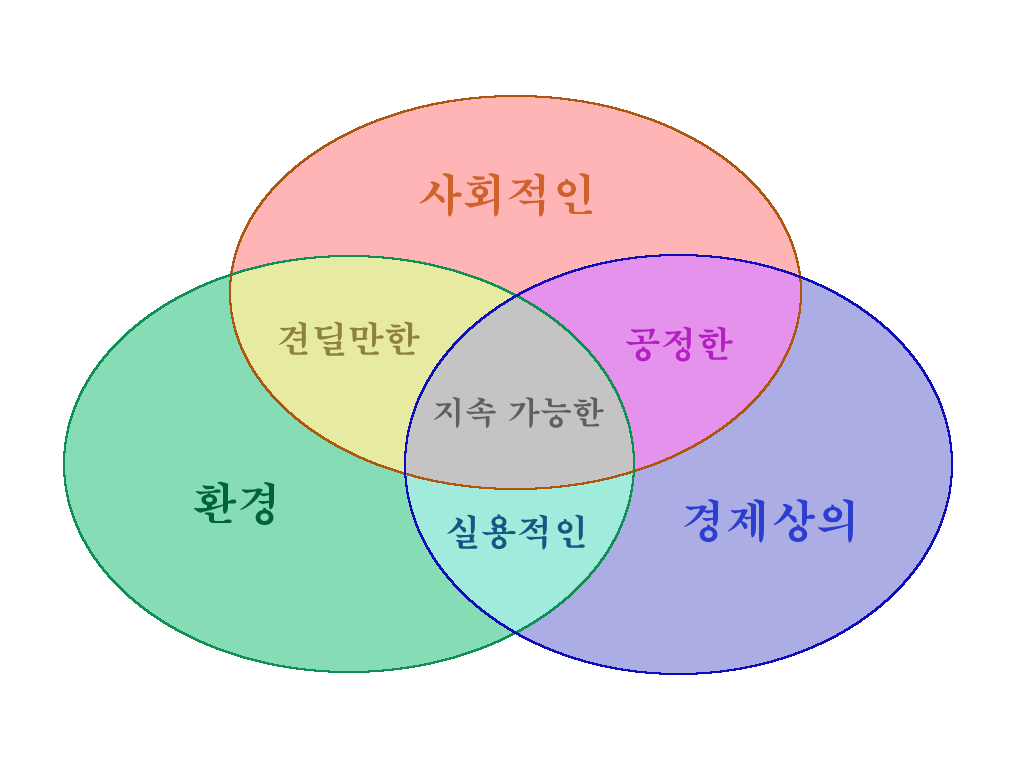
지속 가능한 발전의 도해

지속가능한 발전은 환경에만 집중하는 것이 아니며, 일반적인 정책의 영역인 경제, 환경, 사회를 포함한다.
이를 지지하기 위해, 여러 UN 문서, 가장 최근에는 2005년 세계 정상회의 결과문서(World Summit Outcome Document)에서 "상호의존적이고 상호 증진적인 지속 가능한 발전의 기둥"으로서의 경제적 발전, 사회적 발전, 환경 보호를 언급하였다.
2001년 유네스코 세계 문화 다양성 선언(The Universal Declaration on Cultural Diversity)에서는 추가적인 개념으로서 "자연에게 있어서 생물 다양성이 중요하듯이, 인간에게 있어서 문화 다양성이 필요하다"고 언급하였다. 문화 다양성은 단순한 경제적인 성장이 아닌, 보다 만족스러운 지적, 감정적, 윤리적, 정신적인 삶을 달성하기 위한 하나의 방법으로서의 근원이 된다는 것이다. 이러한 견해에 따르면, '문화 다양성'이 지속가능한 발전의 네 번째 정책영역이 된다.
지속가능한 발전의 국제연합 분과는 다음과 같은 영역을 그 범주 안에 포함한다.
- 농업 (Agriculture)
- 대기 (Atmosphere)
- 생물다양성 (Biodiversity)
- 생물학 기술 (Biotechnology)
- 능력 배양 (Capacity-building)
- 기후 변화 (Climate Change)
- 소비와 생산의 양상 (Consumption and Production Patterns)
- 인구통계 (Demographics)
- 사막화와 가뭄 (Desertification and Drought)
- 재해 감소 및 관리 (Disaster Reduction and Management)
- 교육과 자각 (Education and Awareness)
- 에너지 (Energy)
- 재정 (Finance)
- 숲 (Forests)
- 깨끗한 용수 (Fresh Water)
- 건강 (Health)
- 인간의 정착 (Human Settlements)
- 지표 (Indicators)
- 산업 (Industry)
- 결론도출과 참여를 위한 정보 (Information for Decision Making and Participation)
- 통합된 결정 (Integrated Decision Making)
- 국제법 (International Law)
- 환경의 권리부여를 위한 국제협력 (International Cooperation for Enabling Environment)
- 제도적인 협정 (Institutional Arrangements)
- 토지 관리 (Land management)
- 주요 그룹 (Major Groups)
- 산악 (Mountains)
- 국제적 지속가능한 발전전략 (National Sustainable Development Strategies)
- 해양과 바다 (Oceans and Seas)
- 빈곤 (Poverty)
- 보건 (Sanitation)
- 과학 (Science)
- 소규모 군도 (Small Islands)
- 지속가능한 관광 (Sustainable tourism)
- 기술 (Technology)
- 유해 화학물질 (Toxic Chemicals)
- 무역과 환경 (Trade and Environment)
- 운송 (Transport)
- 유해 폐기물 (Waste (Hazardous))
- 방사성 폐기물 (Waste (Radioactive))
- 고체 폐기물 (Waste (Solid))
- 물 (Water)
- 지속 가능한 세계화 (Sustainable globalization)

지속 가능한 발전은 다소 모호한 개념이다. 이는 약한 지속, 강한 지속, 그리고 생태에 대한 철학을 포함한다. 서로 다른 개념은 또한 생태중심주의과 문화중심주의의 강한 긴장을 드러낸다. 그래서, 이에 대한 개념은 약하게 정의되며, 정확한 정의에 대해서는 많은 논의가 있다.

## 환경지속성
환경지속성은 영속적으로 환경의 역할을 올바르게 수행할 수 있는 능력으로 정의된다. 환경지속성을 위해서는 미래 세대의 복지를 위태롭게 하지 않고 현재의 인류의 요구에 맞추어야 한다. 환경지속성의 목표는 환경의 퇴보를 막는 것이다.
"지속할 수 없는 상태"는 자연 자본(자연 자원의 총량)이 보충될 수 있는 속도보다 빠르게 사용될 때에 발생한다. 지속이 가능하려면 인류는 그 활동에서 자연적으로 보충될 수 있는 비율 내에서 자연 자원을 사용해야 한다. 원래 '지속 가능한 발전'이라는 개념은 '환경 수용력(Carrying capacity)'의 개념과 얽혀 있다. 이론적으로, 환경 퇴보가 장기적으로 지속되면 인류의 삶을 지탱할 수 없게 된다. 이러한 전지구적인 규모의 퇴보는 인류의 멸종을 초래할 수 있다.
| 갱신 가능한 자원 소비 | 환경의 상태 | 지속가능성       |
| --------------------- | ----------- | ---------------- |
| 자연의 보충 능력 초과 | 환경의 퇴보 | 지속 불가능      |
| 자연의 보충 능력 만큼 | 환경의 평형 | 평형 상태의 경제 |
| 자연의 보충 능력 미만 | 환경의 재생 | 지속 가능한 발전 |

## 같이 보기
- 지속가능성
- 지속가능 개발 목표
- 녹색 성장
- 자주색 경제(퍼플경제)
- 개발주의
- 워크-라이프 인터페이스(en:Work–life interface, 워크-라이프 밸러스/Work–life balance)
- 적정기술
  - 에른스트 프리드리히 슈마허